# 保守新党
保守新党（ほしゅしんとう、英: New Conservative Party, NCP）は、かつて存在した日本の政党。
本項目では、本政党結成の歴史的経緯から、事実上の前身である保守党（ほしゅとう、英文名称は同じ）についても説明する。

## 保守党
自自公連立政権（自由民主党・自由党・公明党による連立政権）からの離脱に傾く自由党党首小沢一郎及び同側近グループに対し、連立継続を望む海部俊樹最高顧問、野田毅前幹事長、二階俊博運輸大臣、中西啓介選対委員長らを中心としたグループは新党結成を画策。2000年4月2日、小渕恵三首相が緊急入院。翌4月3日、連立政権残留グループはホテルニューオータニで新たな政党「保守党」の設立総会を開いた。この時、自民党の野中広務らが自由党の中間派議員に選挙協力などで説得した結果、参加者は自由党所属国会議員（50名）の過半数に達する26名となった。保守党は過半数の参加を基に自由党へ分党要求をしたものの一貫して拒否されたため、やむなく離党による新党結成という手続きをとり、政党交付金は同年6月の総選挙後まで交付されなかった。当時マスコミや野党からは保身党、自己保身政権と酷評された。
初代党首は当初、野田が有力視されていたが幹事長を希望、海部も固辞。選挙の顔として元俳優で当時参議院議員の扇千景が就任した。しかし総選挙ではわずか7議席に留まり、一方小沢率いる自由党は4議席増の22議席を獲得した。
翌年7月の参議院選挙では、改選数2に対して当選者が比例代表の扇党首一人に留まったために責任論が噴出、同年9月に退陣する事になった。
なお、同選挙では保守とホスピタル（病院）を掛けた「保守ピタル」というCMが放映された（2001年6月9日、国会内で撮影。医師に扮した扇が出演した。このCMでは扇がかつて出演していた富士フイルム「シングル8」のCMで使われた「私にも写せます」をもじった「私にも治せます」というフレーズがあった）。

### 党史
- 2000年
  - 4月3日 - 自由党から分裂して保守党結成、初代党首に扇千景が就任。
  - 6月25日 - 第42回衆議院議員総選挙で7議席と惨敗（7名全員が小選挙区で自公との選挙協力がスムーズに行った候補者。保守党は重複立候補を認めなかった上に、比例代表では議席を獲得できなかった）。
  - 8月 - 夏季研修会に中曽根康弘を講師として招く（野田幹事長は中曽根の愛弟子、当時の中曽根の個人事務所と中曽根が最高顧問たる派閥・志帥会事務局と保守党本部は同じ砂防会館内）
- 2001年
  - 5月 - 友部達夫の失職に伴い繰り上げ当選した金石清禅が入党。
  - 7月29日 - 第19回参議院議員通常選挙で1議席と再び惨敗。
  - 9月18日 - 党首に野田毅が就任。
- 2002年　
  - 12月25日 - 保守党解党。

### 歴代保守党常任幹事会・執行部役員表
| 常任幹事会 党首 | 常任幹事会 幹事長 | 総務会長 | 政務調査会長 | 国会対策 委員長 | 参議院 議員会長 | 最高顧問 |
| --------------- | ----------------- | -------- | ------------ | --------------- | --------------- | -------- |
| 扇千景          | 野田毅            | 加藤六月 | 井上喜一     | 岡島正之        | 扇千景          | 海部俊樹 |
| 〃              | 〃                | （廃止） | 〃           | 二階俊博        | 〃              | 〃       |
| 野田毅          | 二階俊博          |          | 〃           | 〃              | 〃              | 〃       |

### 歴代保守党党首一覧
| 代 | 党首 | 党首   | 在任期間                                       |
| -- | ---- | ------ | ---------------------------------------------- |
| 1  |      | 扇千景 | 2000年（平成12年）3月 - 2001年（平成13年）9月  |
| 2  |      | 野田毅 | 2001年（平成13年）9月 - 2002年（平成14年）12月 |

### 保守党議員一覧（結党時）
衆議院議員
- 海部俊樹、加藤六月、野田毅、井上一成、青山丘、中西啓介、

二階俊博、井上喜一、岡島正之、安倍基雄、中村鋭一、小池百合子、
青木宏之、江﨑鐵磨、西川太一郎、西田猛、西野陽、松浪健四郎、
吉田幸弘、三沢淳
参議院議員
- 扇千景、星野朋市、泉信也、鶴保庸介、月原茂皓、入沢肇

## 保守新党
2002年12月、民主党の熊谷弘らの参加を受け入れるために、保守党を解党し、保守新党を新たに結成した。
これは公職選挙法上、比例代表選出の議員は議員辞職してからでないと自身が選出された選挙で戦った他の政党に入党できないため、保守党を解党し、改めて新党結成を行うことで民主党の比例区選出議員の移籍を可能にさせた。民主党から加わったのは、熊谷弘、佐藤敬夫、金子善次郎、山谷えり子、江﨑洋一郎の衆議院議員5名（このうち、佐藤、金子、山谷の3名は比例区選出議員）であった。しかし、一度解党という手続きをしたため、2001年参院選の保守党の得票に基づく政党交付金がなくなり、議員数のみによる政党交付金しか受け取れなかった。
なお、同時期に、保守党党首・野田は自民党への単独復党を交渉しており、新党結成の直前にこのことが発覚して党内は混乱した。 野田、小池百合子、月原茂皓は保守新党には参加せず、政党助成法の政党要件を満たさない政治団体保守クラブを結成して、数日後に自民党に合流した。
結果として、保守新党は結成時点で、衆議院議員10名・参議院議員4名になり、保守新党の初代代表には熊谷が選ばれた。
民主党離党組に対しての野党から政権に参加したいがために離党、与党入りしたという批判もあり当初目指していた民主党保守系議員の受け皿になる構想は全く進まず、党勢は伸長しなかった。2003年11月の総選挙で代表・熊谷、国会対策委員長・佐藤ら党幹部議員が落選し、衆議院議員が4名に減った。 自民党側からの誘いもあって、投票日の翌10日に、自由民主党へ合流する旨の声明を発表。同月21日に解党・合流し、所属していた議員は自民党内で、二階俊博を中心とした派閥「新しい波」（二階グループ）を結成した。

### 党史
- 2002年　
  - 12月25日 - 保守新党結成。党代表に熊谷弘[4]。
- 2003年　
  - 6月25日 - 入沢肇が離党し、自民党へ。
  - 10月9日 - 江﨑洋一郎が離党し、自民党へ。
  - 11月9日 - 第43回衆議院議員総選挙で議席を大幅に減らし、4議席獲得に留まる。（前職の海部、二階、井上と元職の江崎鉄磨が当選。）
  - 11月10日 - 自民党への合流を発表。
  - 11月21日 - 解散、自民党へ合流。

### 党の綱領と政策
2002年12月25日の綱領で、保守新党は「日本の再生を目指し、人間のあり方、社会のあり方の基本として家族の絆や地域社会において共に支えあうというつながりを大切にし、思いやりと自立心をもった活力ある国づくりを目指す」とした。
国内政策では、自己責任を重視し、「結果の平等」より「機会の平等」を優先した。具体的には地方分権、環境保全、バリアフリーと社会保障、食糧自給率向上、都市と農村の交流、教育基本法の改正といった項目を綱領に掲げた。
外交面では、世界の安全と平和のために積極的に貢献する外交を掲げた。具体的には、日米安全保障条約を重視し、集団的自衛権の行使を前提にした外交・安全保障政策の策定に意欲を見せた。そのために、有事法制の整備を推進し、防衛庁を省に格上げし、できる限り早く憲法を改正したいとした。また少年法の改正も主張し、凶悪犯罪の場合の実名報道を公約としていた。

### 歴代保守新党常任幹事会・執行部役員表
| 常任幹事会 代表 | 常任幹事会 幹事長 | 政務調査会長 | 国会対策委員長 | 参議院 議員会長 | 最高顧問 |
| --------------- | ----------------- | ------------ | -------------- | --------------- | -------- |
| 熊谷弘          | 二階俊博          | 井上喜一     | 佐藤敬夫       | 扇千景          | 海部俊樹 |
| 〃              | 〃                | 西川太一郎   | 〃             | 〃              | 〃       |
|                 | 〃                |              |                | 〃              | 〃       |

### 歴代保守新党代表一覧
| 代 | 代表 | 代表   | 在任期間                                        |
| -- | ---- | ------ | ----------------------------------------------- |
| 1  |      | 熊谷弘 | 2002年（平成14年）12月 - 2003年（平成15年）11月 |

### 保守新党議員一覧（結党時）
衆議院議員
- 保守党出身
  - 海部俊樹、二階俊博、井上喜一、西川太一郎、松浪健四郎

- 民主党から移籍
  - 熊谷弘、佐藤敬夫、江崎洋一郎、山谷えり子、金子善次郎

参議院議員
- 保守党出身
  - 扇千景、泉信也、入沢肇、鶴保庸介

## 保守党・保守新党の政権ポスト

### 小渕第2次改造内閣
- 1999年10月5日発足
  - ※前身の自由党より参加、保守党としては結党から参加。

国務大臣
| 運輸大臣兼北海道開発庁長官 | 運輸大臣兼北海道開発庁長官 | 二階俊博 | 二階俊博 |

政務次官
| 防衛政務次官     | 防衛政務次官     | 西川太一郎 | 西川太一郎 |
| 経済企画政務次官 | 経済企画政務次官 | 小池百合子 | 小池百合子 |

### 第1次森内閣
- 2000年4月5日発足

国務大臣
| 運輸大臣兼北海道開発庁長官 | 運輸大臣兼北海道開発庁長官 | 二階俊博 | 二階俊博 |

政務次官
| 外務政務次官     | 外務政務次官     | 江﨑鐵磨   | 江﨑鐵磨   |
| 防衛政務次官     | 防衛政務次官     | 西川太一郎 | 西川太一郎 |
| 経済企画政務次官 | 経済企画政務次官 | 小池百合子 | 小池百合子 |

### 第2次森内閣
- 2000年7月4日発足

国務大臣
| 建設大臣兼国土庁長官 | 建設大臣兼国土庁長官 | 扇千景 | 扇千景 |

政務次官
| 運輸総括政務次官兼北海道開発総括政務次官 | 運輸総括政務次官兼北海道開発総括政務次官 | 泉信也 | 泉信也 |

### 第2次森改造内閣（中央省庁再編後）
- 2001年1月6日発足

国務大臣
| 国土交通大臣 | 国土交通大臣 | 扇千景 | 扇千景 |

副大臣
| 国土交通副大臣 | 国土交通副大臣 | 泉信也 | 泉信也 |

政務官
| 経済産業大臣政務官 | 経済産業大臣政務官 | 西川太一郎 | 西川太一郎 |

### 第1次小泉内閣
- 2001年4月26日発足、2002年1月8日改編

国務大臣
| 国土交通大臣 | 国土交通大臣 | 扇千景 | 扇千景 |

副大臣
| 国土交通副大臣 | 国土交通副大臣 | 泉信也（ - 2002年1月7日）月原茂皓（2002年1月8日 - ） | 泉信也（ - 2002年1月7日）月原茂皓（2002年1月8日 - ） |

政務官
| 外務大臣政務官     | 外務大臣政務官     | 松浪健四郎（2002年1月8日 - ） | 松浪健四郎（2002年1月8日 - ） |
| 経済産業大臣政務官 | 経済産業大臣政務官 | 西川太一郎                    | 西川太一郎                    |

### 第1次小泉第1次改造内閣
- 2002年9月30日発足

国務大臣
| 国土交通大臣 | 国土交通大臣 | 扇千景 | 扇千景 |

副大臣
| 経済産業副大臣 | 経済産業副大臣 | 西川太一郎 | 西川太一郎 |

政務官
| 国土交通大臣政務官 | 国土交通大臣政務官 | 鶴保庸介 | 鶴保庸介 |

### 第1次小泉第2次改造内閣
- 2003年9月22日発足

国務大臣
| 内閣府特命担当大臣 | 内閣府特命担当大臣 | 井上喜一 | 井上喜一 |

副大臣
| 経済産業副大臣 | 経済産業副大臣 | 泉信也 | 泉信也 |

政務官
| 国土交通大臣政務官 | 国土交通大臣政務官 | 鶴保庸介 | 鶴保庸介 |

## 党勢の推移

### 衆議院
| 選挙         | 当選/候補者 | 定数 | 得票数（得票率）   | 得票数（得票率）  | 備考           |
| 選挙         | 当選/候補者 | 定数 | 選挙区             | 比例代表          | 備考           |
| ------------ | ----------- | ---- | ------------------ | ----------------- | -------------- |
| （結党時）   | 20/-        | 500  |                    |                   | 自民党へ移籍-3 |
| 第42回総選挙 | 7/19        | 480  | 1,230,464（2.02%） | 247,334（ 0.41%） |                |
| 第43回総選挙 | 4/11        | 480  | 791,588（1.33%）   | -                 |                |

### 参議院
| 選挙           | 当選/候補者 | 非改選 | 定数 | 得票数（得票率） | 得票数（得票率）   | 備考                    |
| 選挙           | 当選/候補者 | 非改選 | 定数 | 選挙区           | 比例代表           | 備考                    |
| -------------- | ----------- | ------ | ---- | ---------------- | ------------------ | ----------------------- |
| （結党時）     | 6/-         | -      | 252  |                  |                    |                         |
| 第19回通常選挙 | 1/5         | 4      | 247  | -                | 1,275,002（2.33%） | （自民党111と統一会派） |

（参考文献：石川真澄（一部山口二郎による加筆）『戦後政治史』2004年8月、岩波書店・岩波新書、ISBN 4-00-430904-2）
- 当選者に追加公認は含まず。追加公認には会派に加わった無所属を含む。
- 『戦後政治史』にない追加公認は２　国会議員会派別議員数の推移（召集日ベース）（衆議院）、(2)　参議院（2002年まで）(2)　参議院（2004年まで）にある、選挙直後の国会召集日の会派所属者数から判断した。
- 第19回参議院通常選挙までは「保守党」、第43回衆議院総選挙は「保守新党」の実績。

## シンボル
- 保守党時代は鍵をモチーフとしていた[6]が、保守新党時代は五線譜にフェルマータを模した記号と2つの4分音符を加えて笑顔をモチーフとしたシンボルだった[7]。